# Gastón Silva
Gastón Alexis Silva Perdomo (Salto, 5 de março de 1994) é um futebolista uruguaio que atua como zagueiro. Defende atualmente o Peñarol.

## Carreira
Gastón Silva se profissionalizou no Defensor Sporting, em 2011.

### Independiente
Gastón Silva  integrou o Independiente na campanha vitoriosa da Copa Sulamericana de 2017.

## Seleção Nacional
Estreou pela Seleção Uruguaia principal em 13 de outubro de 2014 em partida amistosa contra a Omã. Participou da Copa América de 2015. Substituiu Sebastian Coates que lesionou-se antes da disputa da Copa América Centenário.

## Títulos
Independiente
- Copa Sul-Americana: 2017
- Copa Suruga Bank: 2018